# 白峰スキー競技場
白峰スキー競技場(しらみねスキーきょうぎじょう)は、石川県白山市白峰地区に存在する、2つのスキー場の統合名称である。
- 白峰アルペン競技場…旧称「白山白峰温泉スキー場」
- 白峰クロスカントリー競技場…旧称「白峰クロスカントリースキー場」

2012年3月末まで、地元住民を中心に組織されたNPO法人「白峰スノースポット」が白山市より委託されて運営維持にあたっている。

## 白峰アルペン競技場
石川県内唯一の全日本スキー連盟公認コース（大回転）があり、各種のスキー大会が開催され、名門スキー場としても知られている。
1971年(昭和46年)竣工。しかし、この年は雪が極端に少なかったため、開催予定だった「県中学校スキー大会」は中止になったというエピソードがある。
経営難のため、第45回全国中学校スキー大会を開催した2007年シーズンを最後に白山市が経営から手を引くこととなり、地域および県スキー協会により「競技専用スキー場として県の助成を｣と存続運動が行われた。
ゲレンデが存在する青柳山(標高1032m)には、古くは21軒の家屋が集まる集落があり「二十一」と呼ばれていた。センターハウス「ツウワン白峰」の名はこの集落名にちなんでいる。

### コース

#### 現在稼働中のゲレンデ
- ヤングバレーゲレンデ…このゲレンデのみ桑島側斜面に存在する。SAJ公認コース。

#### 営業休止中のゲレンデ
初級者から上級者まで幅広いレベルに対応していた。入口付近は中級以上用ゲレンデ（キャニオンゲレンデ）のため、スキー場入口に設置されている四人乗りリフト「ホワイトライナー」は下り乗車も可能だった。
- ファミリーゲレンデ
- ダイヤモンドゲレンデ
- キャニオンゲレンデ
- ジャイアントゲレンデ

### 施設(営業休止中)
- レストハウス「ツウワン白峰」
- レンタルショップ
- スキー・スノーボードスクール
- 駐車場（1,300台、無料・一部有料）

白峰温泉が付近にある。

### アクセス
- 車：北陸道小松インターチェンジ、福井北インターチェンジから約50～70分
- バス：北陸本線金沢駅･松任駅、北陸鉄道鶴来駅より「白峰（白山体験村）」行き乗車。「白峰」下車、徒歩15分前後。

## 白峰クロスカントリー競技場
1999年2月に石川県で開催された第36回全国中学校スキー大会にあわせて整備された。
西山(白峰集落の西側にある)という山の中腹にあるため、地元選手からは「西山スキー場」とも呼ばれている。
5kmから800mまで長短さまざまなコースが整備されており、3月末まで雪量も充分なため、練習に大会にと幅広く利用されている。
シーズンオフにはハイキングコースとしても利用されている。「白山麓自然学校」が敷地内に存在する。

### 施設
- センターハウス「かもしか」